# Club Atlético de Madrid (baloncesto)
La sección de baloncesto del Club Atlético de Madrid fue un club surgido en Madrid, España, en 1922 de la mano de Ángel Cabrera, uno de los más importantes impulsores del baloncesto en la región y que años después creó el Real Madrid Basket-Ball. Desde sus comienzos vivió una continua sucesión de desapariciones y refundaciones sin encontrar estabilidad hasta que finalmente desapareció definitivamente en 1991.
Esa última etapa fue posible gracias a compras y/o fusiones de clubes que le permitieron refundar la sección ocupando las plazas en las competiciones de los equipos implicados. El último de ellos fue el Club Baloncesto Collado Villalba, siendo conocido como Club Atlético-Villalba, y le permitió disputar por primera y única vez la máxima categoría española, la Liga ACB, antes de disolver el acuerdo a finales de esa misma temporada y desaparecer definitivamente.

## Historia

### Fundación de la sección de baloncesto (1922)
En 1922, Ángel Cabrera fundó la sección de baloncesto del Athletic Club de Madrid. Así, nació el primer equipo de baloncesto de Castilla. Ángel Cabrera conoció el baloncesto en Argentina y lo importó a Madrid gracias a las reglas que le facilitó el YMCA. Cabrera fue jugador, entrenador, directivo y un notable impulsor del baloncesto toda vez que también puso en marcha otros equipos como el Standard, el Real Madrid y el Olimpia.
Julián Ruete, presidente del Athletic, se identificó con la nueva sección y construyó un campo de baloncesto junto al rectángulo de fútbol, sito en la calle O’Donnell. Los integrantes del primer equipo rojiblanco de baloncesto fueron: Ángel Cabrera, José Luis Grasset, los hermanos Becerril, Rafael Lacerda y un estudiante estadounidense apellidado Fitzgerald.
Incluso, el Athletic creó un equipo femenino compuesto por hermanas y novias de los Sin embargo, la sección de baloncesto del Athletic Club de Madrid apenas duró un año. En 1923, Cabrera se marchó a Argentina, Fitzgerald a Estados Unidos y los demás miembros del equipo se dispersaron con lo que la sección desapareció.

### Un efímero retorno (1932-33)
En 1932, la sección de baloncesto del Atlético de Madrid regresó a la actividad; Rafael González Iglesias presidía la institución. El 28 de noviembre de dicho año, el Real Madrid venció por 42-20 al Atlético de Madrid en el primer partido de baloncesto entre los eternos rivales madrileños. La sección arrancó con fuerza e incluso la directiva estudió construir un campo de baloncesto que hubiera sido el mejor de España de haberse llevado a cabo. El Athletic Club de Madrid participó en el III Campeonato Regional de Centro de 1ª Categoría junto al Real Madrid, Rayo Club y el Círculo de la Unión Mercantil. El equipo colchonero finalizó último; entonces, la Junta Directiva decidió suprimir la sección.

### Bodas de Oro del Atlético de Madrid (1952-53)
El Atlético de Madrid volvió a crear su sección de baloncesto masculino en el verano de 1952. El Marqués de La Florida, recién elegido presidente, pretendía contar con el mayor número de deportes amateurs en la temporada de la celebración de las Bodas de Oro del club madrileño. Además, el Atlético esperaba acabar con el reinado del Real Madrid en el deporte de la canasta. Juanito Martín desempeñó el cargo de entrenador-delegado y contó con esta plantilla:
los cuatro hermanos Imedio (Luis, Arturo, Carlos y Alfonso), Pedro Perea, Pascial Escrig (todos ellos procedentes del Liceo Francés), Jiménez, Isasi, Acebal, Lelli, Fritchi, Barón, Perejo, Valle y San Román. Destacaban Arturo Imedio y Pedro Perea que llegaron a jugar varios partidos con la selección española.
Del 9 de noviembre de 1952 al 12 de abril de 1953, se disputó el Campeonato Regional con la participación de estos conjuntos: R.Madrid, At.Madrid, Estudiantes, Canoe, C.H.Armada, Transportes Cave, Standard, Liceo Francés y Ademar. El Madrid se mostró superior al Atlético ya que le venció con claridad en los dos partidos. El cuadro blanco acabó primero mientras que los rojiblancos finalizaron segundos; ambos se clasificaron para el Campeonato
de España. A continuación, el 12 de abril de 1953, en el Frontón de Fiesta Alegre, el At.Madrid perdió por 61-41 frente al Fighting’99, equipo campeón de las fuerzas militares estadounidenses en Europa, en un partido amistoso disputado dentro de los actos de las Bodas de Oro del Club
Atlético de Madrid. Del 3 al 5 de mayo de 1953, se celebró la fase por grupos del Campeonato de España. El Atlético acabó segundo por detrás del Madrid en el grupo de la región de Madrid con lo que se metió en las semifinales; los rojiblancos vencieron por 75-50 al E.N.Bazán y por 67-59 al Estudiantes en tanto que cayeron por 75-37 contra el Madrid. Luego, los días 30 y 31 de mayo, se disputó la fase final en Valladolid. En las semifinales, el R.Madrid se impuso al At.Madrid después de vencerle por 74-56 y 67-50. Al término de la temporada, la Junta Directiva decidió suprimir la sección.

### Otra momentánea vuelta (1983-84)
Treinta años más tarde, en el verano de 1983, el Fortuna, equipo creado por Raimundo Saporta, desapareció por graves problemas económicos. Entonces, el Atlético de Madrid se hizo cargo de la plaza del Fortuna en Primera “B”. Vicente Calderón, presidente del Atlético de Madrid, apostó por la vuelta del baloncesto al club rojiblanco. Eduardo Ayuso se incorporó como técnico y contó con una notable plantilla formada por: Sautu, Chao y Andivia (Inmobanco), De La Nuez e Izquierdo (Cajamadrid), Lorente (Dribling), Marrero (Fortuna), Goicoechea (Arquitectura), Fernández (Industriales) y Garrido (Estudiantes). La formación madrileña usó el Pabellón de Vallehermoso para sus encuentros como local.
Los tres primeros equipos de Primera “B” ascendían a la Liga ACB. El Atlético de Madrid se marcó ese objetivo. El conjunto rojiblanco se destacó junto al Español en las primeras jornadas ligeras. No obstante, el equipo madrileño se relajó y cayó hasta la tercera plaza. Además, el Oximesa de Granada comenzó a amenazar el ascenso. En la penúltima jornada, el Atlético de Madrid visitó al Oximesa en el partido clave de la campaña. El 7 de abril de 1984, el Atlético de Madrid venció por 94-93 al Oximesa en Granada. En la última fecha del campeonato, el 14 de abril, el Atlético de Madrid perdió por 94-92 ante el Canoe en Vallehermoso. Vicente Calderón acudió al palco por primera vez para festejar el ascenso a la Liga ACB. El 17 de abril, Eduardo Ayuso representó al Atlético de Madrid en la Asamblea de Clubes de la ACB. Sin embargo, al final, el Atlético de Madrid no pudo hacer frente al ascenso debido a la falta de un patrocinador que permitiese reforzar la plantilla, contratar dos extranjeros y mejorar la cancha. De este modo, la institución rojiblanca renunció a su plaza y la sección de baloncesto desapareció en el verano de 1984. El Club Baloncesto Collado Villalba, último clasificado de la Liga ACB, ocupó el lugar de la escuadra colchonera.

### La última etapa antes de la desaparición (1989-91)
El 18 de julio de 1989, el Atlético de Madrid adquirió los derechos federativos del Club Baloncesto Oviedo, equipo de la Primera División Masculina —segunda categoría del baloncesto español por detrás de la Liga ACB—. Jesús Gil, presidente rojiblanco, decidió apostar por el baloncesto y Alfredo Calleja se convirtió en el entrenador y coordinador general de la sección ayudado por Mateo Quirós como segundo técnico. La plantilla estaba formada por Jeff Chatman —sustituido por Terence Rayford en noviembre—, Chus Bueno, Paco Velasco, Pedro Ramos, Quino Salvo, Nicolás Sanz, Álvaro López, Alberto García, Carlos García, Alberto Rubio, Álvaro Corcuera y Pedrito. El Atlético disputó sus partidos como local en el Polideportivo de Arganzuela, cerca del Estadio Vicente Calderón con el objetivo de ascender a la Liga ACB.
Pese a ello, comenzó de manera lamentable el campeonato liguero ya que después de ocho jornadas acumulaba una victoria y siete derrotas. En noviembre de 1989 el club tomó la decisión de destituir a Alfredo Calleja, primero como entrenador y luego también como coordinador general de la sección, y nombró a Tomás González como coordinador general y Mateo Quirós como nuevo técnico. El técnico debutó con una victoria frente al Gijón Baloncesto y encadenó una notable racha de resultados, que sin embargo se veía aún lastrada por el pésimo inicio de temporada. Con un balance de 12 victorias y 10 derrotas finales no se evitó que hubiese de disputar el play-off de descenso a Segunda División. El Gijón Baloncesto se impuso por una serie de 3-1 condenando al Atlético de Madrid a la tercera categoría del baloncesto español. El fracaso resultó mayúsculo puesto que el equipo se había montado para subir a la Liga ACB y, al final, había acabado en la Segunda División.
Como contrapartida para resolver lo que no se pudo lograr en la cancha por méritos deportivos, el club firmó en mayo de 1990 un acuerdo para participar directamente en la primera categoría española: la sección se fusionó con el Club Baloncesto Collado Villalba que había concluido undécimo en la Liga ACB la temporada anterior y obtuvo así su participación en los despachos. Nacía así el Club Atlético de Madrid-Villalba, o Club Atlético-Villalba. Los socios villalbinos aprobaron la fusión y el nombramiento de Jesús Gil como nuevo presidente en una Asamblea Extraordinaria, y aunque llevase el nombre de Atlético de Madrid no tenía ninguna vinculación con el club rojiblanco. El club contaba con varios equipos inferiores tanto en categoría masculina como en femenina. El Pabellón Municipal de Collado Villalba de 3.500 espectadores fue la sede de los partidos como local.
Clyfford Luyk comenzó como entrenador. La plantilla estuvo formada por: Ruiz Paz, Carlos Gil, Manuel Senso, Andrés Valdivieso, Luis Barroso, Imanol Rementería, Javier Gorroño, Del Barrio, Antón Soler, García Coll, Walter Berry y Shelton Jones (sustituido por Howard Wright en febrero de 1991). El Atlético completó una aceptable pretemporada: Perdió en la inauguraciön del pabellón Fernando Buesa Arena con el Taugrés Baskonia 87-84; Campeón del Torneo Isla de Gran Canaria (ganó al CajaCanarias 79-93 y al Gran Canaria 72-70) y del Torneo Vélez Málaga (ganó al Mayoral Maristas 84-90 y al Estudiantes 94-83); Subcampeón del V Torneo Comunidad de Madrid (ganó al Real Madrid 77-61 y perdió por 86-82 frente al Estudiantes); tercero en el Torneo de Sevilla (perdió por 94-91 frente al Cibona Zagreb y ganó al combinado estadounidense Spent All-Stars por 107-97).
El Atlético de Madrid Villalba arrancó muy mal la campaña. En la Liga, los colchoneros sumaron una victoria y ocho derrotas y, además, cayeron en la primera ronda de la Copa del Rey contra el TDK Manresa.
El 30 de octubre de 1990, el club destituyó a Clyfford Luyk como entrenador. El estadounidense Tim Shea llegó como nuevo técnico y el equipo remontó el vuelo, se metió en play-off por el título después de quedar noveno; Shea había sumado 15 victorias y 10 derrotas. En los octavos de final de la eliminatoria por el título, el Atlético de Madrid Villalba eliminó al Valvi Girona tras vencer por 78-69 en Villalba y 83-72 en Gerona. Luego, en cuartos de final, los madrileños se midieron al Joventut de Badalona. En el primer partido, el 13 de abril de 1991, el Joventut se impuso por 87-74 en Badalona. En el segundo choque, una semana después, los verdinegros ganaron por 84-79 en Villalba. El Atlético de Madrid Villalba quedó apeado en los cuartos de final, pero logró clasificación para la Copa Korac. Además Walter Berry acabó como máximo anotador de la Liga ACB con 1.003 puntos (una media de más de 33 puntos por partido) y Shelton Jones conquistó el Concurso de Mates del All-Star de la Liga ACB celebrado en Zaragoza el 1 de diciembre de 1990. Tanto Berry (número 14 del draft de 1986 con Portland Trail Blazers) como Jones (2ª ronda del draft de 1988 con Philadelphia 76ers) habían jugado en la NBA.
El Atlético de Madrid Villalba había cuajado una excelente campaña. Jesús Gil estaba muy satisfecho del equipo y decidió renovar por dos temporadas a Tim Shea. Sin embargo, todo se torció. El 2 de junio, se celebró la Asamblea General del Club: algunos socios del Atlético de Madrid Villalba presentaron una moción de censura contra Jesús Gil que no acudió a dicha Asamblea. El club contaba con 485 socios de los que 119 aprobaron la moción con lo que era válida al superar el 5% de la masa social. El futuro del club se desconocía e incluso surgieron rumores de que el equipo se transformaría en S.A.D. y se marcharía a Marbella. El 4 de junio, Jesús Gil destituyó al secretario del club y le abrió expediente junto al socio y concejal de deportes del Ayuntamiento de Villalba, Justo Medaño. Además, Jesús Gil anunció que demandaría al alcalde de la localidad madrileña por daños de unos 400 millones de pesetas, trasladó la sede social del club al Estadio Vicente Calderón y convocó una Asamblea Extraordinaria para el 1 de julio.
Mientras tanto Fernando Barcia convocó una Asamblea Extraordinaria de Socios del C.B Atlético Madrid Villalba. En dicha Asamblea del 30 de junio, Jesús Gil quedó destituido como presidente nombrando los socios a Vicente Carretero como nuevo mandatario. El 1 de julio, Gil celebró su Asamblea Extraordinaria, aunque estaba anulada por decisión del magistrado de Villalba, Sr. De Diego Díez. Gil arremetió contra su destitución, amenazó con llevarse el club a Marbella y criticó al alcalde de Villalba, Carlos López Jménez, por no cumplir un convenio de concesiones de licencias de chalés para Gil en la localidad serrana. El Atlético de Madrid Villalba se encontraba en una situación esperpéntica: Jesús Gil continuaba como presidente con Tim Shea como técnico en tanto que Vicente Carretero también se consideraba presidente y había firmado a Pablo Casado como entrenador. Dos presientes y dos preparadores para un club.
El 17 de julio, la Federación Madrileña de Baloncesto apoyó la candidatura de Carretero. Siete días después, la Comunidad Autónoma de Madrid dio el visto bueno a la moción de censura contra Gil con lo que Vicente Carretero quedó confirmado como presidente. La ACB y el Consejo Superior de Deportes (CSD) aceptaron la decisión por lo que el baloncesto continuaría en Villalba desligado de Jesús Gil quien denunció en los juzgados el hecho, aunque sin éxito. 
De este modo, terminó la vida del Atlético de Madrid-Villalba. El nuevo Club Baloncesto Collado Villalba participaría en la Liga ACB y en la Copa Korac en la temporada 1991/92. El baloncesto moría de forma definitiva en el Club Atlético de Madrid.

## Instalaciones

### Canchas históricas
- Campo de Baloncesto de O'Donnell (1922-23) Pista al aire libre junto al rectángulo de fútbol, sito en la calle O'Donnell.
- Campo del América (1941-43) Primera pista cubierta. Sito en la calle Espronceda.
- Frontón Fiesta Alegre (1952-53) Primer gran recinto del club. Cancha adaptada.
- Pabellón de Vallehermoso (1983-84) Pabellón Polideportivo cubierto.
- Polideportivo de Arganzuela (1989-90) Pabellón Polideportivo cubierto, cercano al Estadio Vicente Calderón.
- Pabellón Municipal de Collado Villalba (1990-91) Fusión con C.B. Collado Villalba

## Trayectoria y palmarés resumido
| Competición                      | Títulos | Subcampeonatos |
| -------------------------------- | ------- | -------------- |
| Torneo Comunidad de Madrid (0/1) |         | 1990/91        |

### Torneos amistosos
| Competición                     | Títulos | Subcampeonatos |
| ------------------------------- | ------- | -------------- |
| Torneo Isla de Gran Canaria (1) | 1990.   |                |
| Torneo Vélez Málaga (1)         | 1990.   |                |